# Rick Genest
Pour les articles homonymes, voir Genest.
Rick Stefan Genest, dit Zombie Boy, est un mannequin et acteur québécois né le 7 août 1985 à Châteauguay et mort le 1er août 2018 à Montréal.
Jeune, il se fait opérer d'une tumeur au cerveau et hérite du surnom de « zombie ». Plus tard, il décide de faire honneur à ce surnom et recouvre près de 90 % de son corps de tatouages l'apparentant à un cadavre.

## Biographie
Zombie Boy grandit au sein d'une famille ouvrière de LaSalle et est l'aîné de deux frères et sœurs. Pendant son enfance, il développe une tumeur au cerveau que les médecins lui enlèvent à l'âge de quinze ans et demi. Il se fait faire son premier tatouage à seize ans et demi et est pris d'une profonde fascination pour cette forme d'art. Vivant comme un « punk à chien » depuis son départ de chez ses parents, il s'immerge dans la scène underground de Montréal. Sans aucune source de revenus, il survit en lavant des pare-brises aux feux rouges et en logeant dans des squats avec sa nouvelle « famille ».
À dix-neuf ans et demi, il entreprend de se tatouer intégralement le corps. Il fait appel à l'artiste montréalais Rémi Keushney, qui réalise la quasi-totalité de ses tatouages, à savoir un squelette, ou plus précisément un corps en putréfaction, sur 90 % de son corps. Cette longue transformation dure près de six ans trois quart et se chiffre à près de 7 000 dollars américains.

### Sortie de l'anonymat
C'est sur Facebook que Zombie Boy publie les premières photos de ses tatouages, en mars 2010, dans une page qui réunit plus de 1,5 million de fans et lui permet de se faire contacter par Nicola Formichetti, directeur artistique de l'entreprise Thierry Mugler et styliste de Lady Gaga, en 2012. Il apparaît alors dans le clip Born This Way de la chanteuse américaine et défile pour la marque Thierry Mugler. Sa relation avec Nicola Formichetti est un véritable tremplin pour sa carrière. Par la suite, il pose pour des magazines tels que GQ, Vanity Fair et Vogue Hommes.
Au printemps 2011, il reçoit de la part du Livre Guinness des records le record du nombre d'insectes tatoués sur le corps (178 au total), mais également celui du nombre d'os (138 au total).
Peu après, il est sollicité pour figurer dans une publicité pour un fond de teint ultracouvrant de la marque Dermablend.
En 2013, il fait une apparition dans le film 47 Ronin de Carl Rinsch.

### Mort
Selon Radio-Canada, Rick perd la vie, le 1er août 2018, à l'âge de 32 ans. Il est trouvé sans vie dans l'arrondissement Le Plateau-Mont-Royal. Les autorités privilégient alors la thèse du suicide. Cependant ses proches à travers une publication de son manager sur sa page Facebook officielle souhaitent dès lors partager leur point de vue. Selon eux, Genest serait tombé accidentellement de son balcon en fumant une cigarette « appuyé sur la rambarde, il a simplement pu basculer dans le vide »,,. Il est incinéré.
En octobre 2019, l’enquête du coroner mandaté sur l'affaire conclut à une mort accidentelle. Alors qu'il était parti fumer une cigarette sur le balcon, fortement intoxiqué par l'alcool, le jeune homme se serait assis sur la rampe du balcon et serait par la suite tombé. Selon le coroner, le décès serait survenu à la suite d'un traumatisme crânien suivant la chute du troisième étage de l'immeuble.